# 短尾蝠科
短尾蝠科（學名：Mystacinidae）為陽翼手亞目兔唇蝠總科下的一個科，現僅存一屬兩種，但其中一種可能已於1960年代時滅絕。短尾蝠屬於中等體型的蝙蝠，體長約為6（2.4英寸），具有灰色的柔軟毛髮。

## 物種及分布區域
短尾蝠科的起源可追朔至晚漸新世時期的澳洲，最古老的物種為伊神短尾蝠屬，除了澳洲外，伊神短尾蝠屬的化石也有於紐西蘭發現，屬於聖巴坦斯動物群，但目前針對伊神短尾蝠屬的分類仍存在疑慮。最早確定屬於短尾蝠屬的物種發現於中新世時期的紐西蘭，同樣發現於中新世紐西蘭的還有火神蝠屬，牠們一直存活直到更新世才滅絕。針對火神蝠屬發表命名的該篇研究也指出伊神短尾蝠屬可能其實是並系群。
短尾蝠科被認為是岡瓦納大陸上一個古老的分支，於約5,100萬-4,100萬年前與其他兔唇蝠總科（主要分布於岡瓦納大陸的翼手目演化支，包含了煙蝠科、髯蝠科、短尾蝠科、吸足蝠科、兔唇蝠科、葉口蝠科及盤翼蝠科）演化支分家。

## 描述
相較於其他蝙蝠，短尾蝠科具有許多獨特的特徵：牠們大多時間都會待在地面，雙翼可以收納於身體兩側，方便牠們於地面爬行。部分指爪上有突起，方便攀爬或挖掘。短尾蝠屬雜食性，主要以地面上的節肢動物、水果以及腐肉為食；此外牠們也會透過長舌頭舔食花粉及花蜜。牠們的巢穴多半位於腐敗的木頭內，但有時也會棲居於岩縫或海鳥的巢穴中。
早期的理論認為短尾蝠針對地面生活的演化適應是由於紐西蘭當地缺乏陸生哺乳動物。然而，同時發現於澳洲以及紐西蘭的伊神短尾蝠屬身上也能發現針對地面生活的適應特徵，這意味著短尾蝠科適應地面生活的時間遠早於牠們遷徙至紐西蘭的時間，也就是發生於充滿陸生哺乳動物，包括有袋類及單孔目，的澳大利亞大陸上。此外，於聖巴坦斯動物群中，除了已滅絕的短尾蝠物種之外還有發現陸生的聖巴坦斯哺乳動物，顯示當牠們來到紐西蘭之時，島嶼上並非完全缺乏陸生哺乳動物。
短尾蝠會於每年夏天產下一隻幼崽，並於冬天進入冬眠。
2010年，紐西蘭環保局於魯阿佩胡山南部邊坡的森林中，記錄到一頭屬於入侵物種的流浪貓於七天內共殺死了超過100隻短尾蝠。

## 下级分类
本科包括以下属：
- †伊神短尾蝠屬 Icarops Hand, Murray, Megirian, Archer & Godthelp, 1998
  - Icarops aenae Hand et al., 1998
  - Icarops breviceps Hand et al., 1998
  - Icarops paradox Hand et al., 1998
- 短尾蝠屬 Mystacina Gray, 1843
- †火神蝠屬 Vulcanops Hand, Beck, Archer, Simmons, Gunnell, Scofield, Tennyson, De Pietri, Salisbury & Worthy, 2018

## 延伸閱讀
- Daniel. M. (1985). "New Zealand's unique burrowing bats are endangered". Bats Magazine 2 (3).
- Molloy, Janice.  (PDF). Threatened Species Unit, Dept. of Conservation. 1995  [9 November 2017]. ISBN 978-0-478-01570-6. （原始内容存档 (PDF)于2013-05-16）.
- Weinstein, B.; Myers, P. . Animal Diversity Web. 2001  [6 February 2009]. （原始内容存档于2004-02-17）.

## 外部連結
- Images and videos of the lesser short-tailed bat (Mystacina tuberculata) at ARKive